# Heinrich Fichtenau
Heinrich Fichtenau (Linz, 10 dicembre 1912 – Vienna, 15 giugno 2000) è stato uno storico e diplomatista austriaco del Medioevo, noto soprattutto per i suoi studi di storia sociale e culturale.

## Biografia
Unico figlio di Heinrich von Fichtenau, funzionario pubblico, e di Maria Schachermeyr, sorella dello storico Fritz Schachermeyr, dal 1931 al 1935 studiò storia presso l'Istituto Austriaco per la Ricerca Storica a Vienna, e nel 1936 fu assistente di Hans Hirsch per l'edizione dei diplomi di Corrado III per i Monumenta Germaniae Historica. Conseguì il dottorato con una tesi sulla sovranità nazionale nel Delfinato e in Savoia. Nel 1940 fu arruolato nell'esercito e poté conseguire l'abilitazione nel 1942 con estrema difficoltà; dopo altri due anni passati in combattimento in Ucraina, rientrò a Vienna, e nel 1945 assistette alla caduta della città.
Su proposta di Leo Santifaller, Fichtenau nel 1950 fu nominato professore straordinario di storia medievale all'Università di Vienna; dal 1962 fino al pensionamento, nel 1983, fu ordinario di storia medievale e di discipline storiche ausiliarie, e direttore dell'Istituto Austriaco per la Ricerca Storica (Institut für österreichische Geschichtsforschung).
Poco dopo la seconda guerra mondiale, Fichtenau pubblicò un saggio sull'impero carolingio (Das karolingische Imperium. Soziale und geistige Problematik eines Großreiches, 1949; trad. it. L'impero carolingio, 1958) che fu aspramente criticato dai suoi colleghi di lingua tedesca, ma ebbe migliore accoglienza all'estero. Fichtenau si propose di smitizzare le conquiste e i meriti di Carlo Magno e di delineare le contraddizioni del suo regno e l'instabilità dei fondamenti dell'impero da lui creato. Scritto nella Vienna del dopoguerra, il saggio era un attacco esplicito, anche se comprensibilmente cinico, a quei resoconti della storia dell'alto medioevo che dell'impero carolingio celebravano la potenza, le conquiste e l'immagine idealizzata di un'entità politica paneuropea.
Fichtenau insegnò principalmente nel settore delle discipline ausiliarie della storia, come la paleografia, la diplomatica, l'epigrafia, la sigillografia, l'araldica, il cui oggetto è lo studio delle fonti storiche medievali. Molte delle sue opere pubblicate in tedesco studiano come le forme della documentazione e della scrittura nel medioevo riflettono i cambiamenti sociali e culturali dell'epoca. Ad esempio, in una serie di studi intitolati Arenga: Spätantike und Mittelalter im Spiegel von Urkundenformeln (1957), Fichtenau segue i cambiamenti nell'autorappresentazione dei governanti medievali attraverso l'analisi della retorica delle proposizioni introduttive dei loro diplomi. Nel 1971 pubblicò Das Urkundenwesen in Österreich vom 8. bis zum frühen 13. Jahrhundert, un'analisi tuttora insuperata delle varie forme e del significato sociale e culturale degli statuti medievali di istituzioni e raccolte della Germania meridionale e dell'Austria. Inoltre, con il collega Erich Zöllner, curò un'edizione in tre volumi degli statuti dei duchi di Babenberg nel medioevo (Urkundenbuch zur Geschichte der Babenberger, 1950, 1958, 1968).
Nel 1983 Fichtenau andò in pensione e cedette la direzione dell'istituto di Vienna al suo allievo Herwig Wolfram, ma non interruppe la sua attività di studioso. Nel 1984 pubblicò uno studio monografico di grande importanza, Lebensordnungen des 10. Jahrhunderts, in cui egli esplorava i sistemi di valori politici, religiosi e sociali per mezzo dei quali la vita era organizzata in un'epoca che da molti (compresi alcuni storici) è descritta come primitiva, violenta e scarsamente conosciuta. Concentrandosi su argomenti come la percezione dell'ordine e delle mentalità sociali, l'opera di Fichtenau si avvicinava all'approccio interdisciplinare alla storia sociale medievale tipico degli studi anglo-francesi, piuttosto che a quello prevalentemente istituzionale e legale proprio delle scuole tedesche. Nel 1991 pubblicò Ketzer und Professoren. Häresie und Vernunftglaube im Hochmittelalter, un ampio studio intellettuale e religioso sul concomitante sviluppo dei movimenti ereticali e della scolastica dopo l'XI secolo.
Nella primavera del 2000 Fichtenau si ammalò improvvisamente, e pochi giorni dopo morì all'età di 88 anni. Fu sepolto nella cripta di famiglia nella cittadina di Baden, nei pressi di Vienna.

## Opere principali
- Mensch und Schrift im Mittelalter. Vienna: Universum 1946. (Veröffentlichungen des Instituts für österreichische Geschichtsforschung 5).
- Grundzüge der Geschichte des Mittelalters. Vienna: Universum 1947. (Universum-Bibliothek des Wissens 23).
- Das karolingische Imperium. Soziale und geistige Problematik eines Großreiches. Zurigo: Fretz & Wasmuth; Vienna: Geitner 1949. [ediz. it: L'impero carolingio, traduzione di Mario Themelly, Bari: Laterza 1958].
- Urkundenbuch zur Geschichte der Babenberger in Österreich, parti 1 e 2. Vienna: Holzhausen 1950 e 1955.
- Arenga. Spätantike und Mittelalter im Spiegel von Urkundenformeln. Graz, Colonia: Böhlau 1957. (Mitteilungen des Institutes für österreichische Geschichtsforschung (MIÖG) Ergänzungsband 18).
- Das Urkundenwesen in Österreich vom 8. bis zum frühen 13. Jahrhundert.  Vienna, Colonia, Graz: Böhlau 1971. (MIÖG Ergänzungsband 23).
- Lebensordnungen des 10. Jahrhunderts. Studien über Denkart und Existenz im einstigen Karolingerreich. Stoccarda: Hiersemann 1984.
- Ketzer und Professoren. Häresie und Vernunftglaube im Hochmittelalter. Monaco 1992

## Onorificenze
1979 - Premio Wilhelm Hartel